# Литвин, Иван Маркович

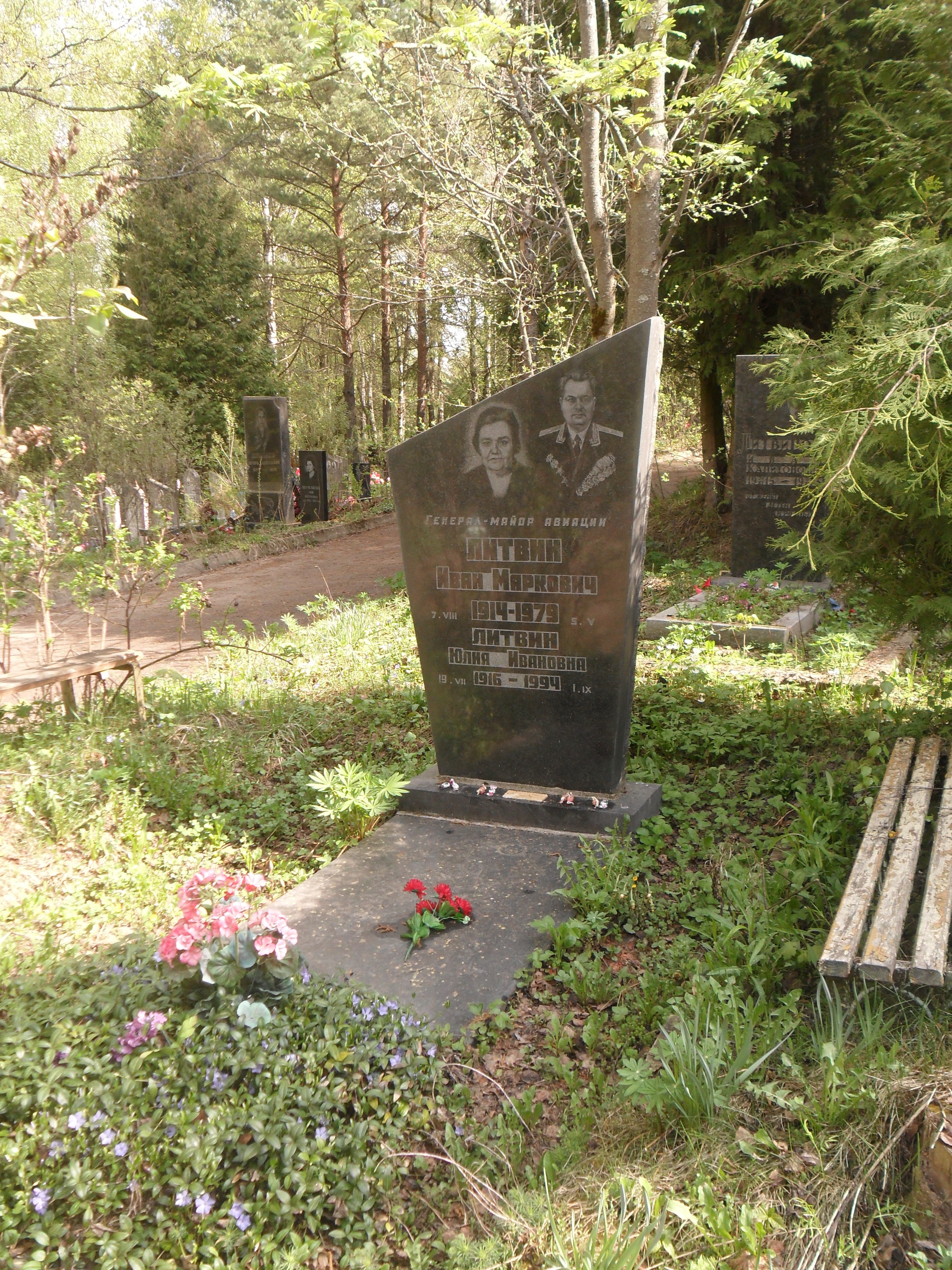
Могила Литвина на аллее Почёта Нового кладбища Смоленска

Иван Маркович Литви́н (7 августа 1914, Богоявленское, Херсонская губерния — 5 мая 1979, Смоленск) — генерал-майор Советской армии, участник Великой Отечественной войны.

## Биография
Иван Литвин родился 7 августа 1914 года в селе Богоявленское (ныне село Александровка).
Окончил начальную школу и два курса горнопромышленного училища, работал шахтёром.
В 1931 году Литвин был призван на службу в Рабоче-крестьянскую Красную армию. В 1934 году окончил Одесскую пехотную школу. Служил на различных командных должностях.
С первых дней Великой Отечественной войны — на её фронтах. Командовал 415-м батальоном аэродромного обслуживания. Под руководством Литвина была проделана большая работа по обеспечению успешных боевых вылетов, вывоза и эвакуации боеприпасов и оборудования. Батальон Литвина на Южном фронте обеспечивал боевые вылеты различных авиационных подразделений, в том числе 248-го, 143-го, 298-го, 299-го истребительных авиаполка, 132-го бомбардировочного полка. Эвакуация производилась в исключительно тяжёлых условиях, однако на протяжении всей войны батальон не оставил противнику порученного ему имущества ни разу. Когда немецкие войска подошли к Днепру и стали вести обстрел позиций батальона, Литвин организовал оборону и вывез две баржи химических авиабомб с минимальными потерями. Участвовал в боях под Сталинградом. В дальнейшем Литвин продолжал обслуживать авиационные подразделения на Донском, Центральном и 1-м Белорусском фронтах.
После окончания войны Литвин продолжал службу в Советской армии. Командовал авиатехническим полком до 1947 года, затем до 1952 года был заместителем командира авиадивизии в Прикарпатском военном округе, позднее стал командиром 77-й авиатехнической дивизии 29-й воздушной армии Дальневосточного военного округа. В 1955 году он окончил курсы усовершенствования командного состава при Военной академии тыла и транспорта. Командовал военно-воздушными силами Таврического военного округа. С 1956 года служил в Смоленске, был начальником тыла 50-й воздушной армии. Когда в 1959 году армия была передана в состав Ракетных войск стратегического назначения и преобразована в ракетную, Литвин продолжал командовать её тылом. В 1970 году вышел в отставку.
Умер 5 мая 1979 года, похоронен на аллее Почёта Нового кладбища Смоленска.

## Награды
- Орден Ленина;
- Трижды орден Красного Знамени;
- Орден Отечественной войны 1-й и 2-й степеней;
- Орден Трудового Красного Знамени;
- Орден Красной Звезды;
- ряд медалей[1].